# Kanton Béthune-Est
Der Kanton Béthune-Est war von 1992 bis 2015 ein französischer Wahlkreis im Arrondissement Béthune, im Département Pas-de-Calais und in der Region Nord-Pas-de-Calais; sein Hauptort war Béthune. Der Kanton lag im Mittel 24 Meter über Normalnull, zwischen 15 Metern in La Couture und 47 Metern in Hinges.

## Gemeinden
Der Kanton bestand aus fünf Gemeinden und einem Teil der Stadt Béthune (angegeben ist hier die Gesamteinwohnerzahl, im Kanton lebten etwa 13.000 Einwohner der Stadt):
| Gemeinde         | Einwohner Jahr | Fläche km² | Bevölkerungsdichte | Code INSEE | Postleitzahl |
| ---------------- | -------------- | ---------- | ------------------ | ---------- | ------------ |
| Béthune          | 25.463 (2013)  | –          | – Einw./km²        | 62119      | 62400        |
| La Couture       | 2.734 (2013)   | 13,52      | 202 Einw./km²      | 62252      | 62136        |
| Essars           | 1.598 (2013)   | 3,72       | 430 Einw./km²      | 62310      | 62400        |
| Hinges           | 2.351 (2013)   | 8,31       | 283 Einw./km²      | 62454      | 62232        |
| Locon            | 2.320 (2013)   | 9,52       | 244 Einw./km²      | 62520      | 62400        |
| Vieille-Chapelle | 813 (2013)     | 3,41       | 238 Einw./km²      | 62851      | 62136        |